# Castello di Sopano
Il castello di Sopano si trova nel territorio comunale di Sorano, all'estremo lembo sud-orientale della provincia di Grosseto.

## Storia
Il castello sorse attorno all'anno Mille nel luogo in cui sorgevano preesistenti strutture altomedievali, su una collina che sovrasta la sponda occidentale del torrente Stridolone.
Inizialmente di proprietà di famiglie locali, fu presto inglobato nella contea di Castell'Ottieri, all'interno della quale costituiva un fondamentale avamposto, con funzioni di avvistamento verso il confine orientale del piccolo Stato.
Tuttavia, le mire espansionistiche degli Orvietani determinarono una serie di lotte per il controllo dell'area, che culminarono con la grave distruzione del castello, avvenuta nella seconda metà del Trecento. L'inagibilità dell'insediamento portò ad un abbandono del luogo a vantaggio del vicino borgo di San Giovanni delle Contee, situato su una piccola altura a poca distanza, sulla sponda opposta del torrente.

## Aspetto attuale
Il Castello di Sopano si presenta sotto forma di imponenti ruderi, situati presso un casale di epoca più moderna, visibili sulla collina anche dalla strada che, a valle, costeggia il torrente Stridolone, sulla sponda opposta rispetto all'abitato di San Giovanni delle Contee. Sono ben visibili, in conci di tufo, alcuni tratti di mura e i resti di alcuni fabbricati, tra i quali spicca la torre, parzialmente diroccata e avvolta dalla vegetazione.
Alcune delle pregevoli decorazioni, che ornavano il castello in epoca medievale, furono riutilizzate per ornare alcuni particolari del non lontano Castello di Montorio.